# Robert Roussarie
Robert Roussarie (* 5. Januar 1944) ist ein französischer Mathematiker.

## Leben
Roussarie promovierte 1969 an der Universität Paris-Süd in Orsay bei Harold William Rosenberg mit einer Arbeit zum Thema Feuilletages des varietes de dimension 3. Nach seiner Tätigkeit am Centre national de la recherche scientifique (CNRS) wechselte Roussarie an das Institut de Mathématiques de Bourgogne (IMB) an der Universität von Burgund in Dijon. Dort, wo er seit 1973 als Hochschullehrer tätig war, ist er emeritierter Professor.

## Forschungsinteressen, Engagement
Roussarie forscht auf dem Gebiet der Geometrie, Algebra, Dynamik und Topologie. Er arbeitet an der Theorie der Blätterung, der Singularitäten in der Differentialgeometrie, der Verzweigungen von Vektorfeldern und der dynamischen Systeme. Er betreibt angewandte Forschung zur Ferro-Resonanz in elektrischen Netzwerken, zu sozioökologischen Systemen, zur Kontrolltheorie und zu Problemen mit freien Grenzflächen in der Verbrennungstheorie.
Zusammen mit William Thurston bewies er den nach ihm benannten Satz von Roussarie-Thurston. Er untersuchte die Reeb-Blätterung, wozu er zusammen mit Harold William Rosenberg einen ausführlichen Artikel veröffentlichte. Roussarie untersuchte die Bogdanov–Takens-Bifurkation, eine Kombination aus Sattel-Knoten-Bifurkation und Hopf-Bifurkation. Eine spezielle Art dieser Bifurkation wurde nach ihm Dumortier–Roussarie–Sotomayor-Bifurkation benannt. Roussarie veröffentlichte ein Buch, das sich mit Hilberts sechzehntem Problem beschäftigt.
1975 hielt Roussarie bei den Peccot-Vorlesungen am Collège de France einen Vortrag über das Thema Modèles locaux de formes différentielles et de champs de vecteurs (deutsch: Lokale Modelle von Differentialformen und Vektorfeldern). Im Rahmen der Bourbaki-Seminare hielt Roussari 1977 einen Vortrag mit dem Titel Constructions de feuilletages, d'après W. Thurston (deutsch: Konstruktionen von Blätterungen nach W. Thurston). Roussarie führte in den Jahren von 1973 bis 2004 mehr als 20 Doktoranden zur Promotion, darunter Pavao Mardešić.

## Veröffentlichungen (Auswahl)

### Bücher
- Canard Cycles: From Birth to Transition zusammen mit Peter De Maesschalck und Freddy Dumortier, Springer, 2021, ISBN 978-3-030-79232-9
- Bifurcation of Planar Vector Fields and Hilbert's Sixteenth Problem, Springer, 2013, ISBN 978-3-0348-9778-5
- Des equations differentielles aux systemes dynamiques t1: Tome 1, Théorie élémentaire des équations différentielles avec éléments de topologie différentielle, EDP SCIENCES, 2012, ISBN 978-2-7598-0512-9
- Des equations differentielles aux systemes dynamiques t2: Tome 2, Vers la théorie des systèmes dynamiques, EDP SCIENCES, 2012, ISBN 978-2-7598-0654-6

### Artikel (Auswahl)
- Phenomes de stabilite et d'instabilte dans les feuilletages, Géométrie Différentielle S. 53–60, 2006
- Bifurcations of Planar Vector Fields zusammen mit Dumortier F., Sotomayor J. und Zoladek H. in Lecture Notes in Math. vol. 1480, S. 1–164, Springer-Verlag (1991)
- Plongements dans les variétés feuilletées et classification de feuilletages sans holonomie, Publications Mathématiques de l'Institut des Hautes Études Scientifiques volume 43, S. 101–141, 1974
- Sur les feuilletages des variétés de dimension trois, Dissertation, 1969